# إيريك كريستوفرسن
إيريك يوهان كريستوفرسن (من مواليد 3 أبريل 1969 في بيركفيك) هو جنرال نرويجي يعمل كرئيس  الجيش الملكي النرويجي. وهو قائد سابق للجيش النرويجي والحرس الداخلي النرويجي ، ورئيس القيادة الخاصة للقوات المسلحة (FSK). كريستوفرسن هو أول رئيس دفاع نرويجي منذ الحرب العالمية الثانية ، يتمتع بخبرة قتالية. حصل على وسام صليب الحرب بالسيف عام 2011 لخدمته في أفغانستان.